# La dama bruna dei sonetti
La dama bruna dei sonetti (The Dark Lady of the Sonnets) è un'opera teatrale del drammaturgo irlandese George Bernard Shaw, portata al debutto a Londra nel 1910. Il drama racconta di un incontro immaginario tra Elisabetta I d'Inghilterra e William Shakespeare, in visita a palazzo in cerca della Dark Lady dei suoi sonetti, che Shaw identifica con Mary Fitton.

## Trama
E la sera di mezza estate sul finire del XVI secolo e la corte è riunita al palazzo di Whitehall. Un uomo, William Shakespeare, arriva a palazzo e incontra un beefeater. Convince la guardia a lasciarlo entrare per vedere la sua fidanzata, una dama di corte che arriverà a breve per un incontro clandestino. Il beefeater dà risposte argute e ironiche che l'uomo si segna su un taccuino e che riciclerà in alcune delle sue opere. Una donna ammantata arriva, ma non è la dama che l'Uomo stava aspettando. Tuttavia, questa figura misteriosa affascina Shakespeare, anche grazie ai commenti ironici che lo scrittore prontamente si segna. Shakespeare comincia quindi a corteggiarla, ma proprio in quel momento la "dama bruna" arriva e coglie l'amante in flagrante mentre flirta con un'altra donna. La dama bruna esorta quindi la rivale a non fidarsi dell'uomo, dato che è solo un attore, e proprio in quel momento l'amante oltraggiata riconosce nella donna ammantata la regina Elisabetta.
La regina ordina a Shakespeare di scusarsi, ma il drammaturgo rifiuta, affermando di provenire da una famiglia più rispettabile della sua e che lei deve la propria posizione solo a motivi fortuiti. La dama bruna è sconvolta dalle affermazioni di Shakespeare, ma la regina lo perdona. Il drammaturgo intanto si lamenta affermando che i suoi lavori più popolari sono anche quelli peggiori, Come vi piace e Molto rumore per nulla, e chiede alla regina di fondare un teatro nazionale in cui lui possa sperimentare liberamente invece di scrivere solo opere per accontentare i gusti del pubblico. La regina promette di occuparsene, ma ammette anche che l'idea non piacerà al tesoriere di stato. Elisabetta pensa che un'idea come quella di Shakespeare non potrà essere realizzata per almeno altri tre secoli. Poi, rimprovera il beefeater per aver lasciato entrare Shakespeare e gli ordina di buttarlo fuori.

## Origini

### Fonti
Il personaggio eponimo della commedia è la "Dark Lady" a cui si riferiscono i sonetti shakespeariani dal 127 al 152. La figura femminile, caratterizzata da occhi scuri e capelli corvini per differenziarsi dai canoni petrarcheschi, sembra essere l'interesse erotico e sentimentale dell'io lirico dei sonetti di Shakespeare. I sentimenti della Dama Bruna sono però incostanti e i sonetti implicano che la donna abbia tradito il poeta, forse con il "fair youth" a cui sono dedicati la maggior parte dei sonetti. Vi sono stati numerosi tentativi da parte di critici e storici di identificare la "Dark Lady" e il "Fair Youth" e una teoria diffusa all'inizio del XX secolo vedeva Mary Fitton e William Herbert, III conte di Pembroke come candidati più papabili. Questa teoria fu inizialmente condivisa anche da Thomas Tyler, amico di Shaw. Shaw sembra condividere questa teoria, dato che Shakespeare si rivolge alla "Dark Lady" della sua commedia con il nome di Mary e la accusa di aver incontrato Pembroke la notte precedente. Mary Fitton e il conte di Pembroke ebbero infatti una relazione.

### Composizione e stampa
Shaw scrisse la commedia durante il 1910 e la pièce debuttò nel novembre dello stesso anno. Il testo fu pubblicato l'anno successivo.

## Contesto storico
Nel 1902 la London Shakespeare League fu fondata con lo scopo di creare lo Shakespeare National Theatre, un teatro per la rappresentazione delle opera di Shakespeare che avrebbe dovuto essere inaugurato nel 1916, in occasione del trecentesimo anniversario della morte del Bardo. Nel 1913 la fondazione acquistò un lotto di terra a Bloomsbury per costruirvici il teatro, ma il progetto fu accantonato definitivamente allo scoppio della prima guerra mondiale. Shaw scrisse la commedia apposta per sostenere questa campagna.

## Commento
Lo Shakespeare della commedia condivide le opinioni di Shaw riguardo a Come vi piace e a Molto rumore per nulla. Mentre la gran parte dei critici acclama Molto rumore come una delle migliori commedie shakespeariane, Shaw non la tenne mai in alta considerazione, definendone i dialoghi "poveri e volgari". Allo stesso modo, Shaw ebbe modo di vedere Come vi piace in scena numerose volte durante gli anni 1890, senza trovarvi mai niente di particolarmente buono. Infatti, per Shaw, in Come vi piace il legame tra trama e personaggi non è stretto quanto nelle altre opere di Shakespeare.

## Rappresentazioni e adattamenti
La dama bruna dei sonetti debuttò all'Haymarket Theatre di Londra il 24 novembre 1910. Successivamente la commedia fu riproposta più volte sulle scene inglesi, soprattutto nella prima metà del ventesimo secolo. Nuovi allestimenti furono infatti portati in scena a Birmingham (1914), all'Old Vic di Londra (1929), a Bath (1950) e Bristol (1951). Una produzione italiana fu diretta da Giancarlo Celli a Bologna verso la fine degli anni 40.
Il compositore Philip Hagemann ha realizzato un omonimo adattamento operistico della commedia di Shaw, debuttato al Symphony Space di New York il 20 giugno 2008.

## Edizioni italiane
- Atti Unici. L'incas di Perusalemme - "Annaianska" - L'imperatrice bolscevica - Il decorato O'Flaherty - Augusto reca la sua Pietruzza - La dama bruna dei sonetti - Come lui mentì al marito di lei., traduzione di Antonio Agresti, Segrate, Mondadori, 1929.